# Горник
Го́рник (болг. Горник) — село в Плевенській області Болгарії. Входить до складу общини Червен-Бряг.

## Населення
За даними перепису населення 2011 року у селі проживали 1064 особи.
Національний склад населення села:
| Національність   | Кількість осіб | Відсоток |
| ---------------- | -------------- | -------- |
| болгари          | 946            | 99,0%    |
| турки            | 5              | 0,5%     |
| цигани           | 0              | 0%       |
| інша             | 0              | 0%       |
| не визначились   | 5              | 0,5%     |
| Всього відповіли | 956            |          |

Розподіл населення за віком у 2011 році:
Динаміка населення: